# Incerteza
Incerteza es el segundo álbum del grupo español Skizoo, publicado el 19 de febrero de 2007, tras su fichaje por la EMI. Fue grabado durante el verano de 2006 en los estudios Sala de Máquinas de Murcia con Big Simon, Jorge Escobedo y Manuel Torroglosa; masterizado en Sterlingsound Nueva York por Ue Nastasi. El sonido es una continuación de su primer disco Skizoo, quizá un poco más duro. 
En cuanto al contenido del producto, decir que se compone de un CD y de un DVD. El CD es en sí el disco, mientras que el DVD contiene un Making of de la grabación del disco, el videoclip del primer sencillo Dame Aire, una entrevista, un solo de Dani, fotos, la masterización.

## Lista de canciones
CD
1. "No me dejes solo" - (03:55)
2. "Dame aire" - (03:42)
3. "Elixir" - (04:15)
4. "Algún día" - (05:23)
5. "Prométemelo" - (04:24)
6. "Cuando no estás" - (04:14)
7. "De sol a sol" - (04:16)
8. "Esta locura" - (03:50)
9. "Qué vamos a hacer" - (05:11)
10. "Incerteza" - (05:00)
11. "Puede ser" - (05:03)

DVD
1. Making Of "Grabando Incerteza" (28:54)
2. Videoclip "Dame aire" (03:45)
3. Master en New York (03:38)
4. Sesión de fotos (03:55)
5. Toon Tunes (12:50)
6. Solo de Dani (03:57)
7. New Rock (02:29)
8. Tirados (04:00)

## Componentes
- Morti: Voz
- Jorge Escobedo: Guitarra
- Antonio Bernardini: Guitarra
- Dani Pérez: Batería
- Edu Fernández: Bajo y coros

## Sencillos y Videoclips
- Dame Aire, grabado en el Palacio Gaviria de Madrid
- Algún día
- Incerteza